# Федеральний резервний банк Сан-Франциско
37°47′36″ пн. ш. 122°23′45″ зх. д. / 37.7933° пн. ш. 122.3959° зх. д.

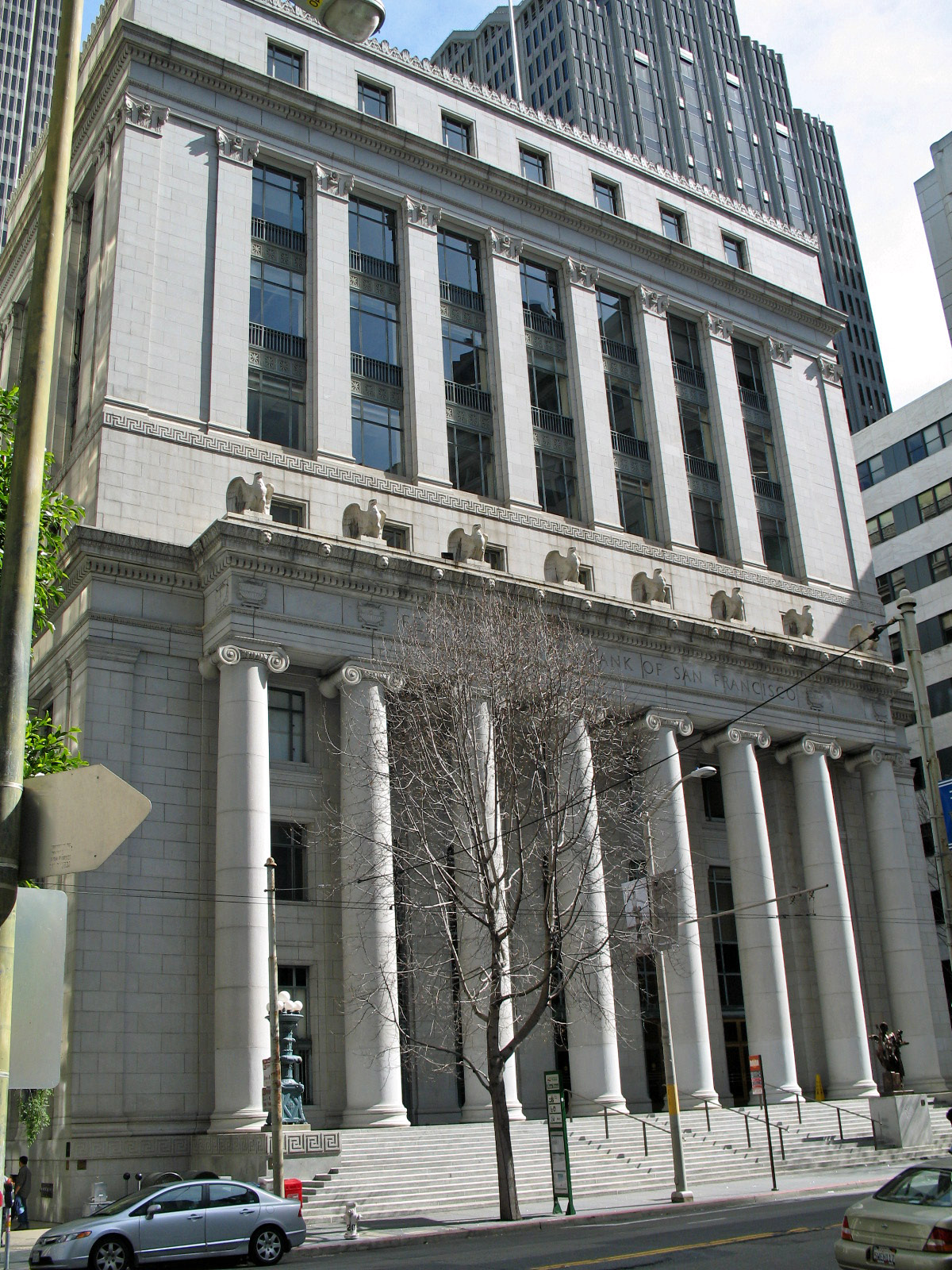
Фасад старої будівлі Федерального резервного банку Сан-Франциско на вулиці Sansome, д. 400.

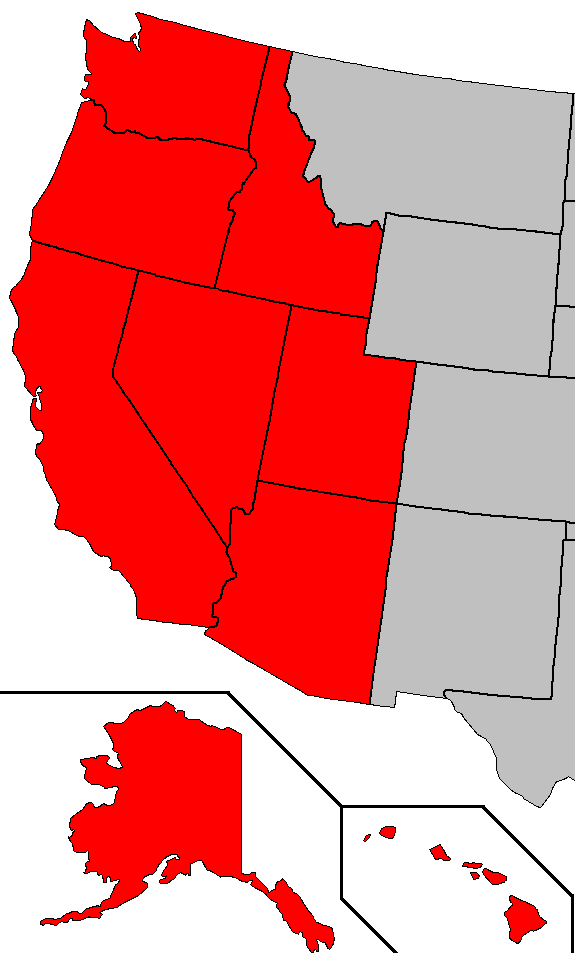
Мапа Дванадцятого округу.

Федеральний резервний банк Сан-Франциско (англ. Federal Reserve Bank of San Francisco) — резервний банк США дванадцятого округу, що входить до Федеральної резервної системи США. Дванадцятий округ включає дев'ять західних штатів (Аляску, Аризону, Каліфорнію, Гаваї, Айдахо, Неваду, Орегон, Юту і штат Вашингтон), а також Гуам, Американське Самоа і Північні Маріанські острови, і є найбільшим за територією та кількістю проживаючого населення.
Президентом і генеральним директором (CEO) з 1 березня 2011 року є Джон Вільямс, який змінив на цій посаді Джанет Єлен.

## Представництва банку
Для виконання своїх функцій, крім головної контори, розташованої в Сан-Франциско, діють ще 5 представництв банку: в Лос-Анджелесі, Фініксі, Портленді, Солт-Лейк-Сіті і Сіетлі.

## Керівництво банка
Акціонери банку вибирають членів ради директорів, які призначають виконавчі органи (президента і віце-президентів) банку, погоджуючи їх з керівництвом Федеральної резервної системи США.
Пост Голови Ради директорів банку у 2011 році займав Дуглас Шоренштейн (Douglas W. Shorenstein), який є Головою і Генеральним директором (CEO) однієї з найстаріших і найбільших американських приватних компаній у галузі нерухомості «Shorenstein Properties, LLC».

### Президенти банку
- лютий 1986 — 1 червня 2004 — Роберт Паррі (Robert T. Parry)[4];
- 1 червня 2004 — 4 жовтня 2010 — Джанет Єлен;
- 4 жовтня 2010 — 1 березня 2011 — Джон Мур (в. о.);
- з 1 березня 2011 — Джон Вільямс[3].